# Half-Life 2: Episode One
Half-Life 2: Episode One là một trò chơi bắn súng góc nhìn thứ nhất (FPS) năm 2006 được Valve phát triển và phát hành. Giống như các phần tiền nhiệm trước đó, trò chơi cũng kết hợp các yếu tố chiến đấu, bắn súng, giải đố và hoàn thành cốt truyện với nhau. Người chơi sẽ điều khiển nhà vật lý kiêm khoa học gia Gordon Freeman, anh cùng với người bạn đồng hành Alyx Vance phải thoát khỏi Thành phố 17 trước khi một vụ nổ san phẳng mọi thứ.
Episode One là phần đầu tiên trong Trilogy of episodic squels (tạm dịch: bộ ba phần game nối tiếp) được lên kế hoạch tiếp nối câu chuyện của Half-Life 2 (2004). Valve muốn phát hành các trò chơi mới một cách nhanh chóng mà không cần tốn nhiều năm để phát triển một sản phẩm mới chất lượng hơn với các công cụ mới. Đối với Episode One, họ tập trung vào mối quan hệ của người chơi với Alyx, phát triển AI NPC của cô ấy. Trò chơi sử dụng phiên bản cập nhật của Source Engine của Valve, với tính năng nâng cấp ánh sáng và hoạt ảnh mới.
Half-Life 2: Episode One nhận được hầu hết các đánh giá tích cực. Lối chơi hợp tác với nhân vật Alyx nhận được lời khen ngợi đặc biệt, mặc dù thời lượng khá ngắn của trò chơi đã vấp phải những chỉ trích. Tuy nhiên tác phẩm đã được nối tiếp vào năm 2007 bởi Half-Life 2: Episode Two.

## Lối chơi
Trong Episode One, người chơi vượt qua một loạt các cấp độ và chạm trán với nhiều kẻ thù và đồng minh khác nhau. Trò chơi được chia nhỏ giữa các nhiệm vụ theo định hướng chiến đấu và giải các câu đố. Episode One tích hợp các nhiệm vụ giống hướng dẫn vào cốt truyện để người chơi làm quen với cơ chế chơi mới mà không làm gián đoạn quá trình nhập vai. Trên giao diện chơi sẽ xuất hiện một màn hình hơi ngẩng lên để hiển thị máu(health), năng lượng và đạn dược của người chơi. Trong suốt quá trình của trò chơi, người chơi sẽ tiếp cận các vũ khí và đạn dược mới được sử dụng để bảo vệ nhân vật khỏi lực lượng của kẻ thù. Không giống như trong Half-Life 2, nơi vũ khí đầu tiên của Gordon là chiếc xà beng, anh lần đầu tiên có được "Súng trọng lực", thứ đóng một vai trò quan trọng trong trò chơi bằng cách cho phép người chơi ứng dụng vật lý để điều khiển các vật thể ở khoảng cách xa trong cả chiến đấu, giải đố, các tình huống.
AI NPC dành cho Alyx Vance, bạn đồng hành của Gordon, được thiếtt kế rõ ràng cho phần chơi phối hợp trong Episode One nhằm bổ sung thêm khả năng của người chơi. Các nhà phát triển đã mô tả Alyx trong Episode One là một "mã tính cách" trái ngược với "mã AI", nhấn mạnh sự chú ý mà họ dành cho việc biến Alyx trở thành một người bạn đồng hành duy nhất và đáng tin cậy nhất. Đối với một phần của mã, cô đã được lập trình rõ ràng để tránh thực hiện quá nhiều hành động máy móc hoặc lặp đi lặp lại, chẳng hạn như lặp lại các câu thoại hoặc thực hiện một số quy trình nhất định trong các tình huống chiến đấu. Ví dụ về lối chơi phối hợp này bao gồm chiến đấu ở các màn chơi dưới lòng đất. Trong trường hợp này, người chơi có thể tiết kiệm được một phần đạn dược của mình bằng cách sử dụng đèn pin để giúp Alyx phát hiện và tiêu diệt kẻ thù đang lao tới. Tương tự, Alyx thường sẽ giữ các vị trí chiến lược và cung cấp sự bảo vệ để giữ an toàn cho người chơi khi họ di chuyển đến một khu vực nhất định hoặc thực hiện một số hành động nhất định.

## Cốt truyện
Tại Thành Phố 17, Gordon Freeman và đồng đội của anh là Alyx Vance đã phá hủy lò phản ứng ở Citadel. Trong lúc phát nổ, G-Man đã ra tay can thiệp và đưa Gordon vào một giấc ngủ. Một số Vortigaunt xuất hiện và giải cứu Alyx khỏi vụ nổ. Các Vortigaunt khác xuất hiện đứng trước G-Man và đứng giữa hắn với Gordon. Họ dịch chuyển anh ra khỏi vụ nổ cũng như giúp cả hai thoát khỏi trạng thái đóng băng trong dòng thời gian.
Gordon tỉnh dậy trong đống đổ nát bên ngoài Citadel, anh được chú chó máy Dog của Alyx cứu và gặp lại cô trong sự bất ngờ của tiến sĩ Eli Vance, do trước đó ông đã nói với Alyx rằng sẽ không ai có thể tìm ra Gordon. Tiến sĩ Isaac Kleiner cảnh báo họ rằng lõi của Citadel sẽ phát nổ và san phẳng hoàn toàn Thành Phố 17. Alyx và Gordon tiếp tục lên đường quay trở lại Citadel. Cả hai liên tục chiến đấu với các binh lính Combine và tiến vào bên trong. Gordon thành công "xoa dịu" lò phản ứng để trì hoãn vụ nổ. Ngay lúc này, cả hai nhận được tin từ tiến sĩ Judith Mossman rằng đội ngũ của bà đã tìm ra một dự án bí mật, nhưng Judith bị tấn công và buộc phải cắt đứt thông tin trước khi Combine và Hunter xông vào nơi Judith đang ẩn trốn. Với Alyx, nếu dự án đó có thể khiến lực lượng Combine dồn toàn lực tranh giành trong tình trạng hỗn loạn hiện tại, nó sẽ rất quan trọng để quân kháng chiến có thể ngăn cản điều đó xảy ra.
Sau khi báo tin cho tiến sĩ Kleiner và cha mình, Alyx cùng Gordon sử dụng một chiếc Razor Train chuyên chở các Stalker để thoát khỏi Citadel. Cô nhận ra rằng những Combine đầu não còn sót lại trên Trái Đất cũng đang muốn sử dụng lõi để gửi tín hiệu cầu cứu đến lực lượng chủ lực ở những vũ trụ khác.
Chuyến tàu chở Gordon và Alyx bị trật bánh, buộc hai người phải chiến đấu trong các đường hầm bên dưới thành phố. Trên hành trình, họ thấy những binh lính Combine bị khống chế bởi Headcrab, điều đó chứng tỏ Combine đã mất khả năng kiểm soát Thành Phố 17.
Gordon và Alyx gặp lại Barney Calhoun và những người sống sót khác đang chuẩn bị rời khỏi Thành Phố 17, Barney và những cư dân Thành Phố 17 an toàn đến được nhà ga xe lửa. Gordon và Alyx ở lại để ngăn lũ Combine trong khi xe lửa chở Barney và những người sống sót rời khỏi thành phố.
Sau khi tiêu diệt tất cả những tên Combine đuổi theo, Gordon và Alyx lên chuyến xe lửa cuối cùng để rời Thành Phố 17, thoát ngay trước khi Citadel phát nổ. Tuy nhiên quảng thời gian ấy cũng đủ để tin nhắn cầu viện của Combine được gửi đi. Khi nổ, sóng xung kích đã làm trật bánh tàu, tiếng cuối cùng mà Gordon nghe được là tiếng vặn gãy của kim loại.
- Xem thêm: Half-Life 2: Episode Two

## Phát triển
Valve đã phát triển Half-Life 2 (2004) trong hơn sáu năm bằng cách sử dụng công cụ trò chơi mới của mình là Source Engine. Vào tháng 4 năm 2005, Valve công bố bản mở rộng cho Half-Life 2 với tựa đề Half-Life 2: Aftermath . Nhà thiết kế Robin Walker cho biết: "Hiện tại, chúng tôi thực sự làm rất tốt trong việc phát triển Half-Life 2... Chúng tôi cảm thấy thoải mái với tất cả các công cụ của mình và những gì chúng tôi có thể làm. Đó thường là thời điểm mà chúng tôi bắt đầu và tạo ra các công cụ mới - chúng tôi không muốn làm điều đó."  Chủ tịch của Valve, Gabe Newell cho biết khách hàng sẽ rất hài lòng với một trò chơi Half-Life mới được phát hành trong thời gian ngắn, hơn là chờ đợi sáu năm cho một sản phẩm trò chơi khác. Vào tháng 2 năm 2006, Valve đã công bố một tiêu đề mới cho bản mở rộng, chính là Half-Life 2: Episode One. Vào tháng 5, Valve đã thông báo rằng Episode One là phần đầu tiên trong Trilogy of episodic squels (bộ ba phần game tiếp theo), kế hoạch sẽ được phát hành trong hai năm tới.
Trong khi cốt truyện và lời thoại của Half-Life và Half-Life 2 chỉ được viết bởi Marc Laidlaw, các tập Half-Life 2 do Laidlaw, Chet Faliszek và Erik Wolpaw hợp tác viết. Trọng tâm của Valve là phát triển nhân vật, đặc biệt là người bạn đồng hành Alyx Vance của Gordon, nhân vật đã sát cánh cùng người chơi trong gần như toàn bộ trò chơi. Walker nói: "Thật là mỉa mai rằng mặc dù rất nhiều chủ đề của Half-Life 2 là về các nhân vật khác và những người khác, nhưng bạn đã dành phần lớn thời gian của trò chơi một mình."
Vì sự tham gia đáng kể của Alyx, Valve đã thực hiện các sửa đổi đối với AI của cô để cho phép cô phản ứng với những hành động của người chơi. Các thay đổi bao gồm nhận xét về các đồ vật mà người chơi thao tác hoặc các chướng ngại vật mà họ đã vượt qua. Cô cũng hoạt động như một sự thiết yếu trong cả việc trình bày cốt truyện và chỉ dẫn cho cuộc hành trình của người chơi, thường nói lên những gì người chơi được yêu cầu làm tiếp theo để tiếp tục tiến lên phía trước. Các nhà phát triển giải thích rằng một phần lớn trọng tâm của họ không chỉ là tạo ra một người bạn đồng hành đáng tin cậy cho người chơi mà còn là một người bạn không cản trở hành động của người chơi. Họ muốn cho phép người chơi quyết định tốc độ và phương pháp của riêng mình để vượt qua bất kỳ thử thách nào phải đối mặt mà không bị cản trở. Điều này có nghĩa là Valve thường phải lược bớt đi các hành động và đối thoại của Alyx trong suốt cuộc hành trình của người chơi để họ không cảm thấy bị áp lực phải tiếp tục và do đó phản đối sự hiện diện của cô ấy. Các nhà phát triển cũng đặt những gì họ mô tả là những khoảnh khắc anh hùng trong suốt trò chơi, cho phép người chơi một tay vượt qua các chướng ngại vật chẳng hạn như những kẻ thù khó nhằn, trong đó Alyx đóng vai trò như một quan sát viên và khiến người chơi cảm thấy hài lòng và tán dương thành tích đã hoàn thành của họ. Trò chơi đã được chơi thử rộng rãi để Valve có thể đánh giá mức độ hiệu quả và độ khó của các tình huống trong trò chơi.
Half-Life 2: Episode One được thực hiện trên phiên bản nâng cấp của Source Engine, với các hiệu ứng ánh sáng tiên tiến hơn và phiên bản mới của công nghệ hoạt ảnh khuôn mặt (biểu cảm). Việc nâng cấp AI của đối phơng cho phép kết hợp binh lính sử dụng các chiến thuật trước đây không có sẵn cho chúng. Ví dụ, những người lính Combine có khả năng cúi người khi bị bắn để họ có thể né xuống dưới làn đạn của người chơi. Nhạc phim do Kelly Bailey sáng tác. Âm nhạc được sử dụng một cách tiết kiệm, nó chủ yếu phát trong các cảnh diễn biến cốt truyện chính hoặc các phân đoạn hành động đặc biệt quan trọng như các trận đánh lớn hoặc khi chạm trán với kẻ thù mới.
Mặc dù không có vị trí (khu vực) mới nào được giới thiệu trong Episode One, nhưng những thay đổi lớn đã được thực hiện đối với diện mạo của cả Thành Phố 17, nơi trò chơi diễn ra và Citadel từ cuối Half-Life 2 để phản ánh sự thay đổi hình dạng của thế giới và nhắc nhở người chơi rằng hành động của họ có ảnh hưởng lớn đến mạch truyện. The Citadel đã thay đổi t từ một pháo đài lạnh lùng, xa lạ và hùng vĩ của trò chơi trước vào một trạng thái cực kỳ bất , hỗn loạnổn. Điều này cung cấp một dấu hiệu trực quan cho người chơi về thiệt hại thảm khốc mđãhđược ọ gây ra, và nó cho phép giới thiệu các yếu tố trò chơi mới làm nổi bật những nguy hiểm đi kèm với sự sụp đổ sắp xảy ra của Citadel. Nó cũng phục vụ một mục đích nhất định bằng cách làm nổi bật sự thống trị đã suy yếu của Citadel tại Thành Phố 17. Tương tự như vậy, Thành Phố 17 đã được thay đổi để phản ánh hậu quả của cuộc nổi dậy của quân kháng chiến, với những khu vực rộng lớn của các tòa nhà bị phá hủy. Việc giới thiệu những kẻ thù trước đây được giữ bên ngoài giới hạn trong Half-Life 2 để nhấn mạnh quy mô của cuộc nổi dậy.

## Phát hành
Half-Life 2: Episode One đã được bán ở cả hai cửa hàng bán lẻ  và hệ thống phân phối Steam trực tuyến của Valve, nơi nó được bán với giá chiết khấu (giảm giá). Trò chơi cũng được phân phối bởi Electronic Arts dưới dạng phát hành độc lập và là một phần của Half-Life 2: Platinum Collection. Nó có sẵn để tải trước và mua trước thông qua Steam vào ngày 1 tháng 5 năm 2006, với Half-Life Deathmatch: Source và Half-Life 2: Deathmatch có sẵn như một phần của cả bộ. Episode One đã được phát hành lại trong bộ sưu tập The Orange Box của Valve dành cho Mac, PC, Xbox 360 và PlayStation 3. Khoảng 1,4 triệu bản bán lẻ của Episode One đã được bán vào năm 2008.

## Đón nhận
Half-Life 2: Episode One có các phản hồi nhìn chung là tích cực và những người đánh giá ca ngợi trò chơi có lối chơi phức tạp, nhịp độ tốt hơn Half-Life 2. Tính tương tác của trò chơi, đặc biệt là nhân vật Alyx và phản ứng của cô đối với hành động của người chơi và các sự kiện của trò chơi, cũng được khen ngợi. PC Gamer nhận xét rằng: "Mặc dù Episode One này có thể không phải là FPS thiết yếu của Half-Life 2, Nhưng không thể tưởng tượng được bất kỳ người hâm mộ game bắn súng nào lại muốn bỏ lỡ nó."  Trong bài đánh giá của mình, PC Gamer đặc biệt khen ngợi sự cân bằng giữa các thử thách theo hứong giải đố và hành động trong suốt trò chơi. Tại Úc, tạp chí PC Powerplay đã trao giải cho trò chơi 10/10.
Edge ca ngợi sự khéo léo mà trò chơi có thể hướng đến người chơi và nhân vật Alyx như một người bạn đồng hành, kết luận: "Trong một thể loại tương tác gắn liền với truyền thống của Pop-up gun and Invisible hero (ý nói chỉ có bắn súng), nó chỉ đơn giản không phức tạp hơn thế này."  Episode One đã giành được điểm số lần lượt là 87/100 và 85,59% trên các trang tổng hợp đánh giá Metacritic và GameRankings. IGN đã trao giải Episode One là Best PC FPS of 2006 và mô tả đây là một cú đột phá khi sử dụng kế hoạch Trilogy of episodic squels mới của Valve, mặc dù nó không mang lại trải nghiệm hoàn chỉnh như Half-Life 2. GameSpy xếp Episode One ở vị trí thứ chín trong danh sách Game of the Year năm 2006, và nó cũng ghi nhận việc triển khai Alyx như một người bạn đồng hành đáng tin cậy và hữu ích.
Một lời chỉ trích phổ biến về trò chơi là độ dài quá ít của nó. Half-Life 2: Episode One mất khoảng 4-6 giờ để hoàn thành, điều này đặt ra vấn đề liệu trò chơi có biện minh cho giá trị của nó hay không. Computer Games Magazine cho rằng rằng việc đánh giá độ dài ngắn của trò chơi là vô ích do tính chất nhiều tập của nó, là phần đầu tiên của một câu chuyện ba phần trong Trilogy of episodic squels, rất khó để đánh giá nó khi đem ra so sánh với sản phẩm cuối cùng. Game Revolution bày tỏ sự thất vọng khi thiếu các tính năng mới như môi trường và vũ khí.

## Phần tiếp theo
Half-Life 2: Episode Two được phát hành vào năm 2007. Episode 3 đã được lên kế hoạch phát hành vào Giáng sinh năm 2007, nhưng đã bị hủy bỏ do Valve nhận thấy Trilogy of episodic squelsp trái ngược với tham vọng ngày càng tăng của họ đối với các phần trò chơi mới. Sau khi hủy bỏ một số dự án Half-Life khác, Valve đã phát hành phần tiền truyện, Half-Life: Alyx, vào năm 2020.
- Xem thêm: Half-Life: Alyx.